# Oregodasys tentaculatus
Oregodasys tentaculatus is een buikharige uit de familie Thaumastodermatidae. Het dier komt uit het geslacht Oregodasys. Oregodasys tentaculatus werd in 1956 voor het eerst wetenschappelijk beschreven door Swedmark. 